# Saint-Vincent-du-Pendit
Saint-Vincent-du-Pendit è un comune francese di 182 abitanti situato nel dipartimento del Lot nella regione dell'Occitania.

## Società

### Evoluzione demografica
Abitanti censiti